# Deinacrida elegans
Deinacrida elegans är en insektsart som beskrevs av Gibbs 1999. Deinacrida elegans ingår i släktet Deinacrida och familjen Anostostomatidae. Inga underarter finns listade i Catalogue of Life.